# Чемпионат мира по плаванию в ластах 1990
5-й чемпионат мира по плаванию в ластах проводился в Риме с 28 августа по 2 сентября 1990 года.

## Распределение наград
*   Страна-организатор
| Место | Страна   | Золото | Серебро | Бронза | Всего |
| ----- | -------- | ------ | ------- | ------ | ----- |
| 1     | Китай    | 10     | 4       | 9      | 23    |
| 2     | СССР     | 8      | 15      | 4      | 27    |
| 3     | Дания    | 2      | 0       | 0      | 2     |
| 4     | Италия * | 1      | 2       | 8      | 11    |
| 5     | Венгрия  | 1      | 0       | 0      | 1     |
| 6     | ГДР      | 0      | 1       | 0      | 1     |
| 7     | Франция  | 0      | 0       | 1      | 1     |
| Всего | Всего    | 22     | 22      | 22     | 66    |

## Призёры

### Мужчины
| Дисциплина         | Золото                                                                               | Золото   | Серебро                                                                    | Серебро  | Бронза                                                                  | Бронза   |
| ------------------ | ------------------------------------------------------------------------------------ | -------- | -------------------------------------------------------------------------- | -------- | ----------------------------------------------------------------------- | -------- |
| 50 м ныряние       | Лю Сюирон · Китай                                                                    | 14.99    | Фу Зубин · Китай                                                           | 15.49    | Андрей Горбунов · СССР                                                  | 16.10    |
| 100 м              | Сергей Ахапов · СССР                                                                 | 36.49    | Константин Кудряев · СССР                                                  | 37.02    | Фу Зубин · Китай                                                        | 38.22    |
| 200 м              | Константин Кудряев · СССР                                                            | 1:25.76  | Сергей Ахапов · СССР                                                       | 1:26.66  | И. Джиоиоси · Италия                                                    | 1:30.56  |
| 400 м              | Константин Кудряев · СССР                                                            | 3:06.97  | Сергей Ахапов · СССР                                                       | 3:10.13  | Андреа Молино · Италия                                                  | 3:14.47  |
| 800 м              | Сергей Ахапов · СССР                                                                 | 6:36.79  | Михаил Яковлев · СССР                                                      | 6:37.98  | Андреа Молино · Италия                                                  | 6:44.75  |
| 1500 м             | Михаил Яковлев · СССР                                                                | 12:48.51 | Андреа Грациоли · Италия                                                   | 13:06.80 | Карло Фиорентини · Италия                                               | 13:09.82 |
| 100 м с аквалангом | Лю Сюирон · Китай                                                                    | 33.80    | Анатолий Натэй-Голенко · СССР                                              | 35.77    | Liang J. · Китай                                                        | 36.05    |
| 400 м с аквалангом | Бо Якобсен · Дания                                                                   | 2:58.22  | Михаил Яковлев · СССР                                                      | 2:58.42  | Алексей Миронов · СССР                                                  | 2:58.91  |
| 800 м с аквалангом | Бо Якобсен · Дания                                                                   | 6:14.20  | Shan Y. · Китай                                                            | 6:21.47  | Алексей Миронов · СССР                                                  | 6:23.73  |
| эстафета 4×100 м   | Андрей Горбунов · Константин Кудряев · Анатолий Натэй-Голенко · Сергей Ахапов · СССР | 2:30.19  | Фу Зубин · Wang H. · Liang J. · Лю Сюирон · Китай                          | 2:31.21  | Давид Ланди · И. Джиоиоси · Джанни Негрини · Андреа Манджерини · Италия | 2:38.52  |
| эстафета 4×200 м   | Константин Кудряев · Михаил Яковлев · Анатолий Натэй-Голенко · Сергей Ахапов · СССР  | 5:50.13  | Андреа Молино · Андреа Манджерини · Андреа Грациоли · И. Джиоиоси · Италия | 6:05.11  | Лю Сюирон · Фу Зубин · Liang J. · Wang H. · Китай                       | 6:08.86  |

### Женщины
| Дисциплина         | Золото                                        | Золото   | Серебро                                                                           | Серебро  | Бронза                                                                      | Бронза   |
| ------------------ | --------------------------------------------- | -------- | --------------------------------------------------------------------------------- | -------- | --------------------------------------------------------------------------- | -------- |
| 50 м ныряние       | Шию Чжэн · Китай                              | 17.50    | Лариса Бутенко · СССР                                                             | 18.17    | Лю Д. · Китай                                                               | 18.44    |
| 100 м в ластах     | Шию Чжэн · Китай                              | 42.82    | Лариса Бутенко · СССР                                                             | 43.75    | Симона Нанни · Италия                                                       | 43.77    |
| 200 м в ластах     | Симона Нанни · Италия                         | 1:36.22  | Цзи Мин · Китай                                                                   | 1:36.41  | Гао Ли · Китай                                                              | 1:38.54  |
| 400 м в ластах     | Ева Фабо · Венгрия                            | 3:30.47  | Оксана Служина · СССР                                                             | 3:33.16  | Гу Янлин · Китай                                                            | 3:34.86  |
| 800 м в ластах     | Чэн Чао · Китай                               | 7:18.03  | Оксана Служина · СССР                                                             | 7:21.18  | Цзи Мин · Китай                                                             | 7:23.32  |
| 1500 м в ластах    | Чэн Чао · Китай                               | 14:09.17 | Эльке Калетта · ГДР                                                               | 14:14.09 | Мириам Виллетт · Франция                                                    | 14:16.55 |
| 100 м с аквалангом | Шию Чжэн · Китай                              | 38.25    | Цуй Мин · Китай                                                                   | 40.04    | Светлана Фролова · СССР                                                     | 41.09    |
| 400 м с аквалангом | Чэн Чао · Китай                               | 3:16.14  | Наталья Дячкина · СССР                                                            | 3:18.86  | Гу Янлин · Китай                                                            | 3:22.54  |
| 800 м с аквалангом | Наталья Дячкина · СССР                        | 7:00.08  | Светлана Фролова · СССР                                                           | 7:06.31  | Гу Янлин · Китай                                                            | 7:09.63  |
| Эстафета 4×100 м   | Лю Д. · Цуй Мин · Гао Ли · Чэн Чао · Китай    | 2:54.30  | Татьяна Мельникова · Светлана Фролова · Наталья Музыченко · Лариса Бутенко · СССР | 2:56.62  | Лорена Балди · Антонелла Мингуззи · Паола Мусолеси · Симона Нанни · Италия  | 3:05.15  |
| Эстафета 4×200 м   | Цзи Мин · Гао Ли · Гу Янлин · Чэн Чао · Китай | 6:38.24  | Татьяна Мельникова · Оксана Служина · Наталья Музыченко · Лариса Бутенко · СССР   | 6:39.16  | Лорена Балди · Антонелла Мингуззи · Моника Кроветти · Симона Нанни · Италия | 6:50.84  |